# والتر بینر
والتر بینر (به انگلیسی: Walther Binner) (زادهٔ ۲۸ ژانویهٔ ۱۸۹۱) شناگر اهل آلمان است.